# Logaritmo complexo
Na análise complexa, um logaritmo complexo  é uma função inversa da função exponencial complexa, assim como o logaritmo natural real ln x é o inverso da função exponencial real ex.  Assim, um logaritmo de um número complexo z é um número complexo w tal que ew = z. A notação para tal w é ln z ou {\displaystyle log} z. Como todo número complexo diferente de zero z possui infinitamente muitos logaritmos é necessário cuidado para dar a essa notação um significado inequívoco.
Se z =reiθ com  r> 0 (uma forma polar), então w = ln r + iθ é um logaritmo de z; acrescentando múltiplos inteiros de 2πi dá todos os outros.

## Relação no campo de números complexos
Para números reais, temos a seguinte relação:
{\displaystyle y=\ln(x)\Leftrightarrow x=e^{y}{\text{ con }}x\in \mathbb {R} ^{+},y\in \mathbb {R} .}
Esse relacionamento pode ser usado para estender o logaritmo para o campo complexo:
{\displaystyle w=\ln(z)\Leftrightarrow z=e^{w}{\text{ con }}w,z\in \mathbb {C} ,}
com a única condição {\displaystyle z\neq 0}. Este último relatório permite obter uma expressão explícita para {\displaystyle \ln(z)}. Escrevendo a forma exponencial de {\displaystyle z}
{\displaystyle z=\rho e^{i\theta },},
segue que
{\displaystyle \rho e^{i\theta }=z=e^{w}=e^{u+iv}=e^{u}\cdot e^{iv},}
onde é {\displaystyle u} e {\displaystyle v}  representa, respectivamente, a parte real e imaginária do desconhecido {\displaystyle \ln(z)}. Da cadeia de igualdades anterior, seguimos os seguintes relacionamentos que determinam {\displaystyle u} e {\displaystyle v}:
{\displaystyle |z|=\rho =e^{u}\Longrightarrow u=\ln |z|}
{\displaystyle e^{i\theta }=e^{iv}\Longrightarrow v=\arg(z)}
Podemos então escrever
{\displaystyle \ln(z)=\ln |z|+i\arg(z).}
Note que o logaritmo complexo assume valores infinitos, dado que {\displaystyle \arg(z)} contém todos os números do tipo {\displaystyle \theta +2k\pi }, com {\displaystyle k\in \mathbb {Z} .}
Por esta razão, não é realmente uma função, mas uma função chamada polidroma.